# Créon, Gironde
Créon är en kommun i departementet Gironde i regionen Nouvelle-Aquitaine i sydvästra Frankrike. Kommunen ligger i kantonen Créon som tillhör arrondissementet Bordeaux. År 2022 hade Créon 4 863 invånare.

## Befolkningsutveckling
Antalet invånare i kommunen Créon
Referens:INSEE